# Abbaye de Thenailles
L’abbaye de Thenailles (ou abbaye Notre-Dame de Thenailles) est une ancienne abbaye de l'ordre de Prémontré située à Thenailles (Aisne).

## Historique
Barthélemy de Jur, évêque de Laon, fut à l'investigateur de l'abbaye de Thenailles, située à proximité de Vervins.
Les travaux commencèrent en 1130.
- 1130 : douze moines, dont Walfrid, venant de l'abbaye Saint-Martin de Laon arrivent à Thenailles et fondent l'abbaye.
- 1538 : mort de Raoul Amiable dernier abbé régulier et début de la décadence.
- de 1742 à 1767 : reconstruction de l'église.
- 1790 : expulsion des six derniers moines.
- de 1792 à 1799 : destruction de l'église et des bâtiments claustraux [2].

## Abbés
- L'abbé des Fages vers 1732[3].

## Droit de patronage
- Paroisse de La Neuville-Bosmont

### Galerie
|  |  |

|  |  |